# 圣卡特琳 (罗讷省)
圣卡特琳（法語：Sainte-Catherine，法語發音：[sɛ̃t katʁin] ⓘ）是法国罗讷省的一个市镇，属于里昂区。

## 地理
圣卡特琳（45°35'57"N, 4°34'11"E）面积13.76 平方千米，位于法国奥弗涅-罗讷-阿尔卑斯大区罗讷省，该省份为法国中东部省份，北起顺时针与索恩-卢瓦尔省、安省、里昂大都会、伊泽尔省和卢瓦尔省接壤。
与圣卡特琳接壤的市镇（或旧市镇、城区）包括：圣安德烈拉科特、雅雷地区圣罗曼、拉拉雅斯、里沃里、沙巴尼耶尔。

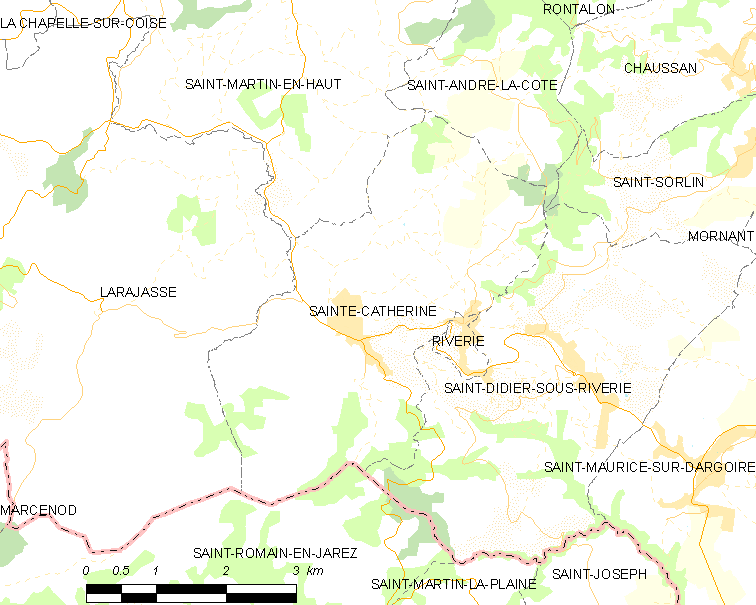
的OSM定位图

圣卡特琳的时区为UTC+01:00、UTC+02:00（夏令时）。

## 行政
圣卡特琳的邮政编码为69440，INSEE市镇编码为69184。

## 政治
圣卡特琳所属的省级选区为沃涅赖县。

## 人口

1962-2008年间人口变化图示

圣卡特琳于2022年1月1日时的人口数量为981人。